# William Trost Richards
William Trost Richards   (Filadèlfia, 3 de juny de 1833 - Nova York, 8 de novembre de 1905) va ser un paisatgista nord-americà. Va estar associat tant amb l'escola del riu Hudson com amb el moviment prerrafaelita nord-americà.

## Biografia
William Trost Richards va néixer el 14 de novembre de 1833 a Filadèlfia, Pennsilvània. El 1846 i el 1847, va assistir a l'escola secundària central local. Entre 1850 i 1855, va estudiar a temps parcial amb l'artista alemany Paul Weber, mentre treballava com a dissenyador i il·lustrador de metalls ornamentals. La primera exposició pública de Richards va formar part d'una exposició a New Bedford, Massachusetts, organitzada per l'artista Albert Bierstadt el 1858.
El 1862, va ser elegit membre honorari de l'Acadèmia Nacional de Disseny i va ser elegit acadèmic el 1871. El 1863, es va convertir en membre de l'Associació per a l'Avenç de la Veritat en l'Art. El 1866 va marxar cap a Europa durant un any. Al seu retorn i durant els sis anys següents, va passar els estius a la costa est.
A la dècada de 1870, va produir moltes vistes a l'⁣aquarel·la aclamades de les muntanyes blanques, algunes de les quals ara es troben a la col·lecció del Metropolitan Museum of Art. Richards va exposar a la National Academy of Design de 1861 a 1899, i a la Brooklyn Art Association de 1863 a 1885. Va ser elegit membre de ple dret de l'Acadèmia Nacional el 1871.
El 1881, va construir una casa a Jamestown, Rhode Island, on va viure i treballar durant la resta de la seva vida. Va morir el 17 d'abril de 1905 a Newport, Rhode Island.

## Estil
Richards va rebutjar l'enfocament romàntic i estilitzat d'altres pintors del riu Hudson i, en canvi, va insistir en representacions fetes meticuloses. Les seves vistes de les muntanyes blanques són gairebé fotogràfiques en el seu realisme. En anys posteriors, Richards va pintar gairebé exclusivament aquarel·les marines.
Les seves obres es mostren avui en molts museus americans importants, com ara la National Gallery, el Saint Louis Art Museum, el Smithsonian American Art Museum, el Wadsworth Atheneum, el Philadelphia Museum of Art, la Yale University Art Gallery, l'⁣High Museum of Art, el Museu de Belles Arts de Boston, el Museu d'Art Fogg, el Museu d'Art de Brooklyn, el Museu Berkshire, el Museu Thyssen-Bornemisza i el Museu d'Art Americà de Crystal Bridges.
La seva filla Anna Richards Brewster també es va convertir en pintora.

## Galeria

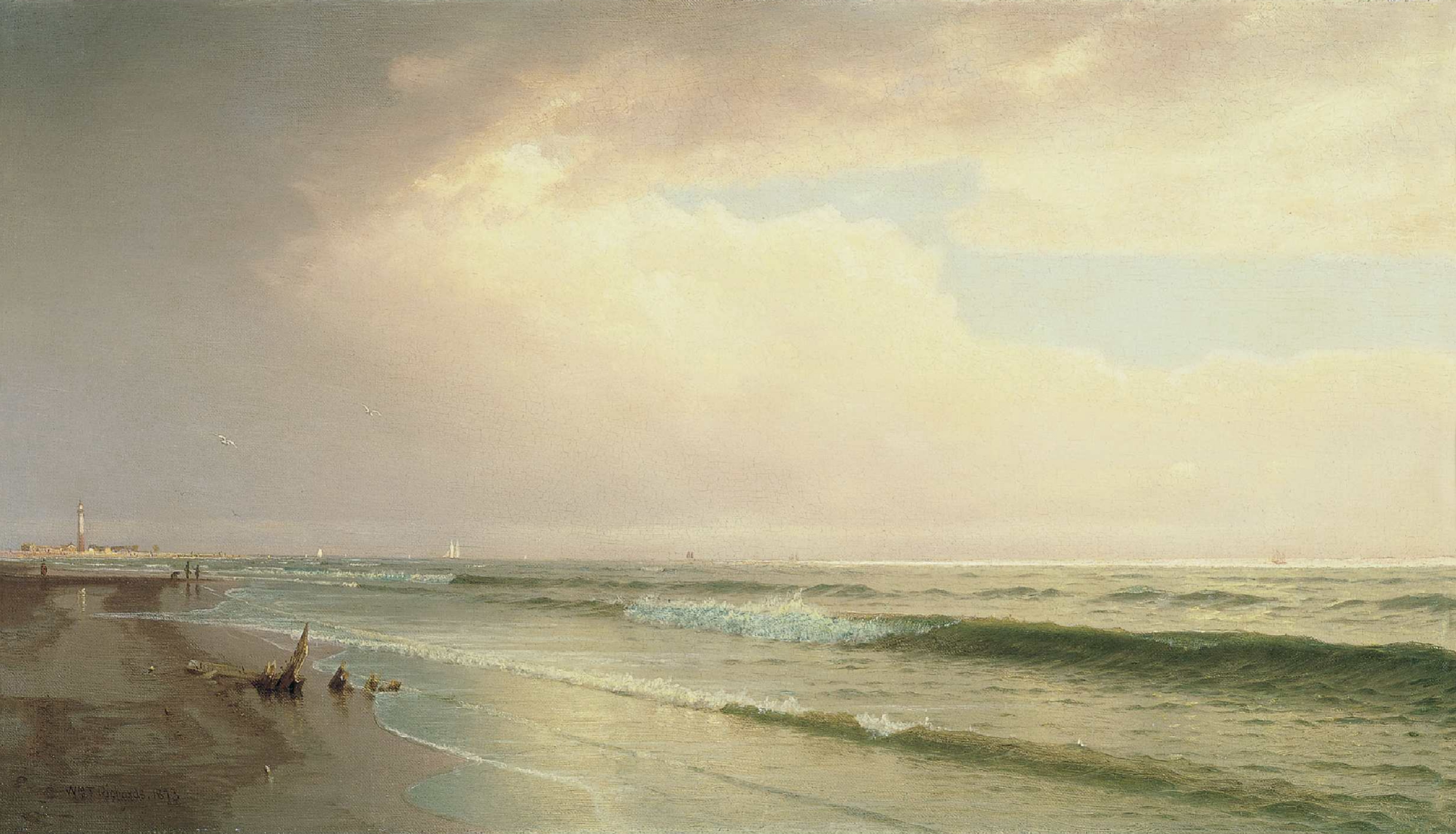
Paisatge marí amb far llunyà, Atlantic City, Nova Jersey, 1873, Museu Thyssen-Bornemisza
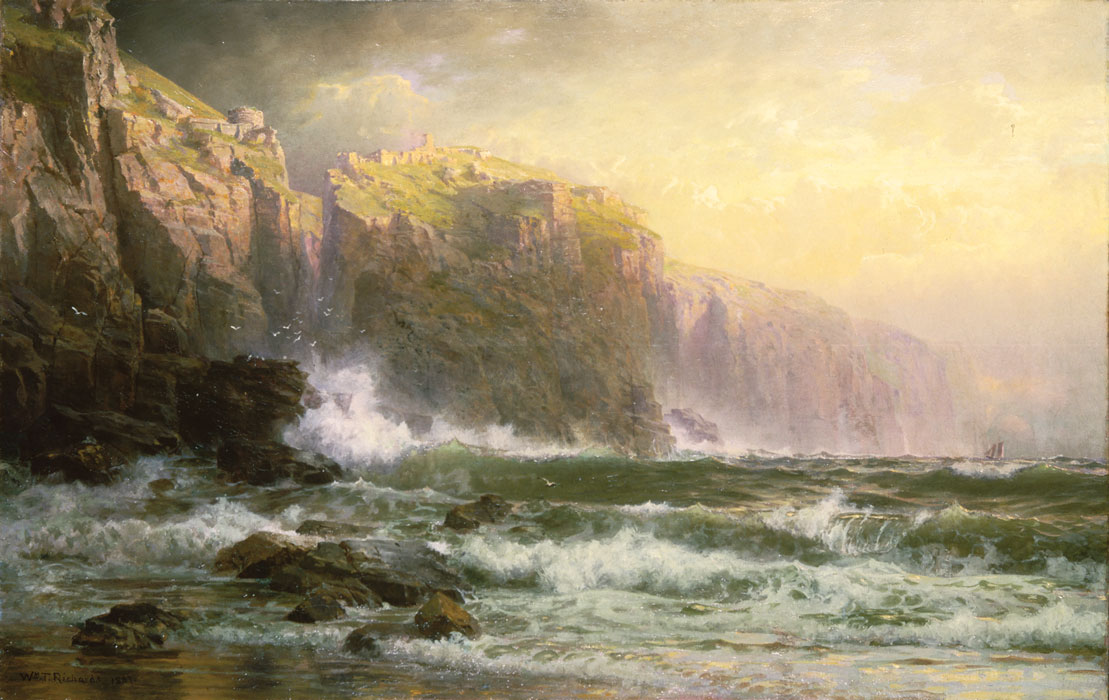
The League Long Breakers Thundering on the Reef, 1887, Museu de Brooklyn
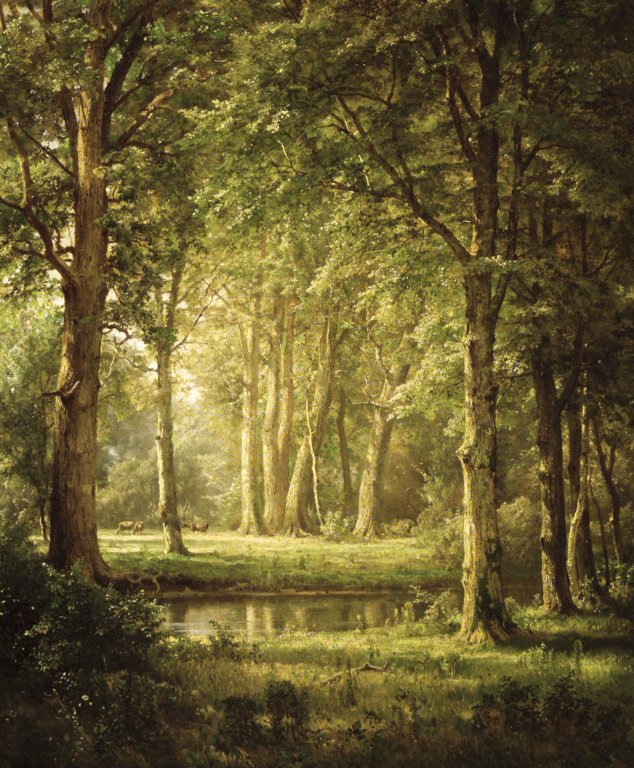
Principis d'estiu, 1888, Museu de Brooklyn
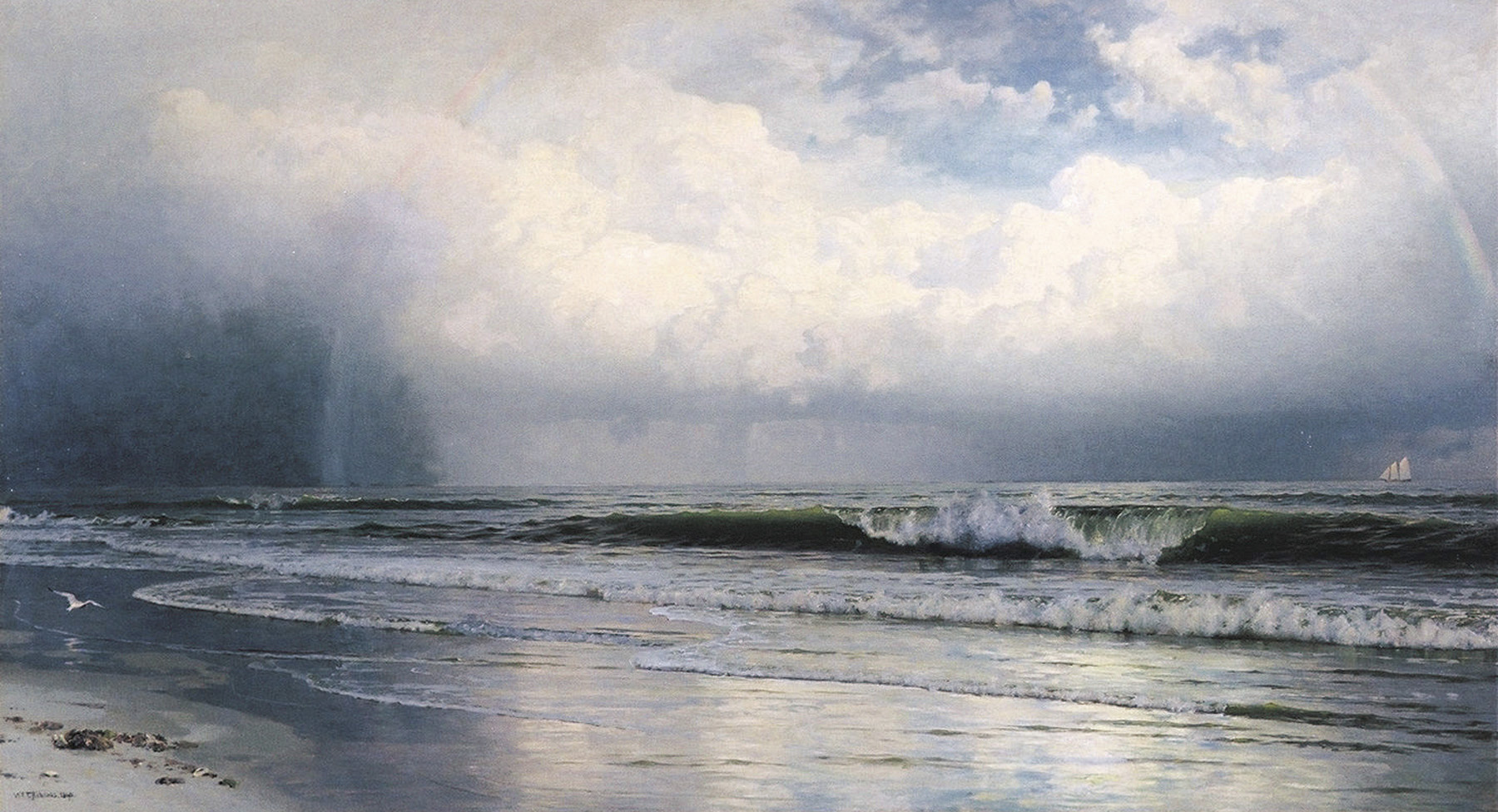
The Rainbow, 1890, Museu d'Art Marí de Minnesota
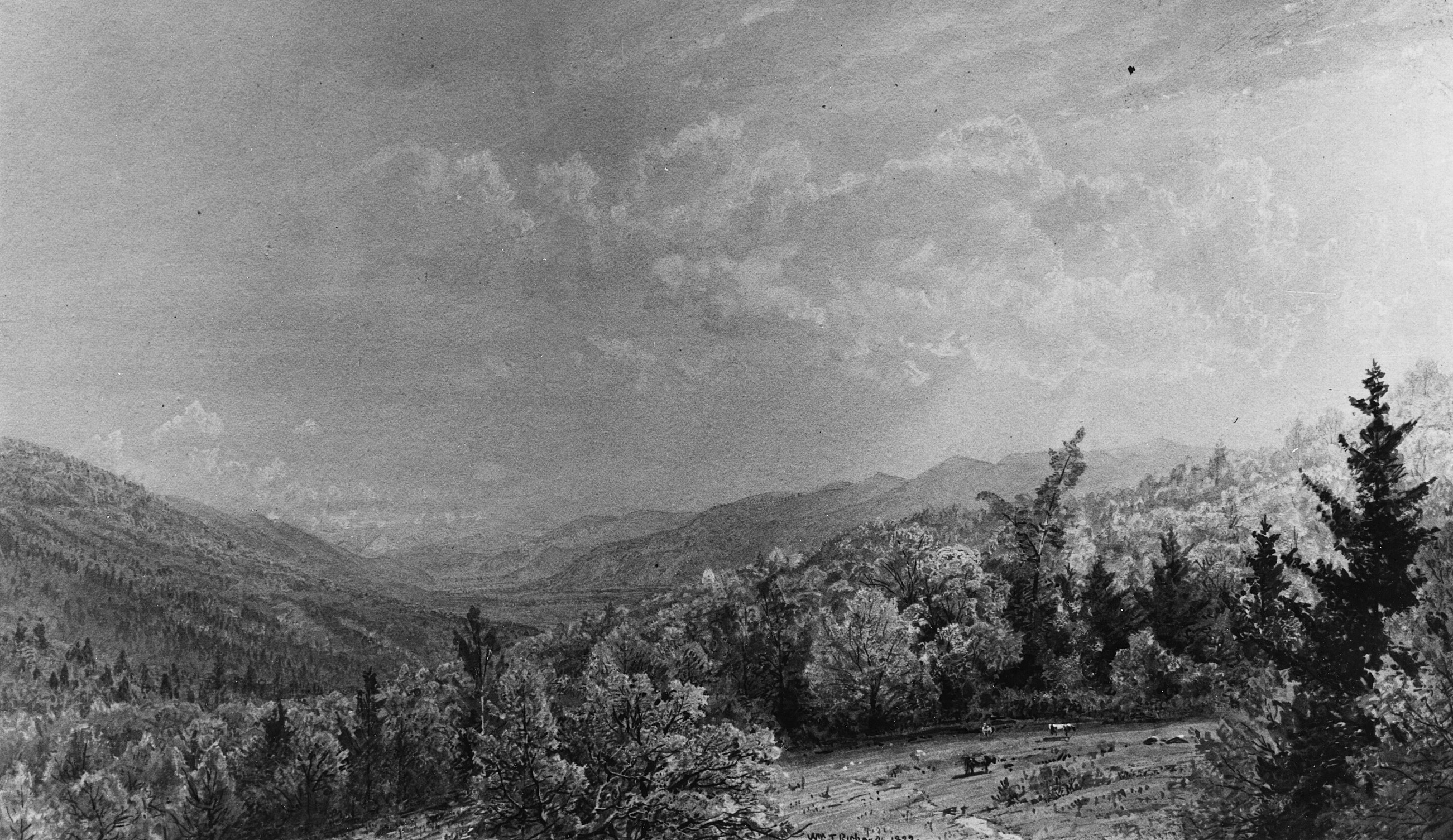
Des de la Flume House, Franconia, New Hampshire, 1872, Museu Metropolitan d'Art
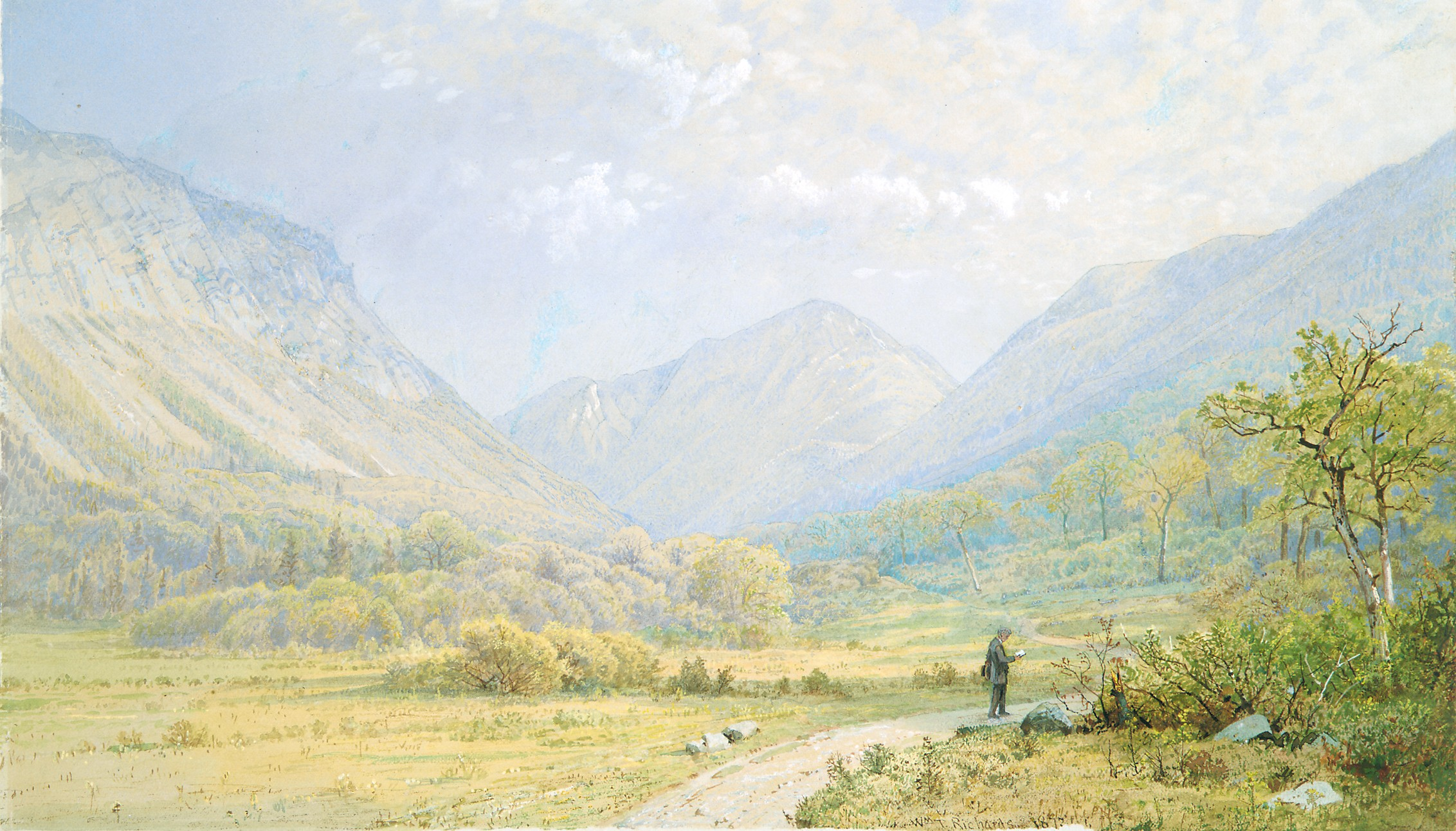
Franconia Notch, New Hampshire, 1872, Museu Metropolitan d'Art
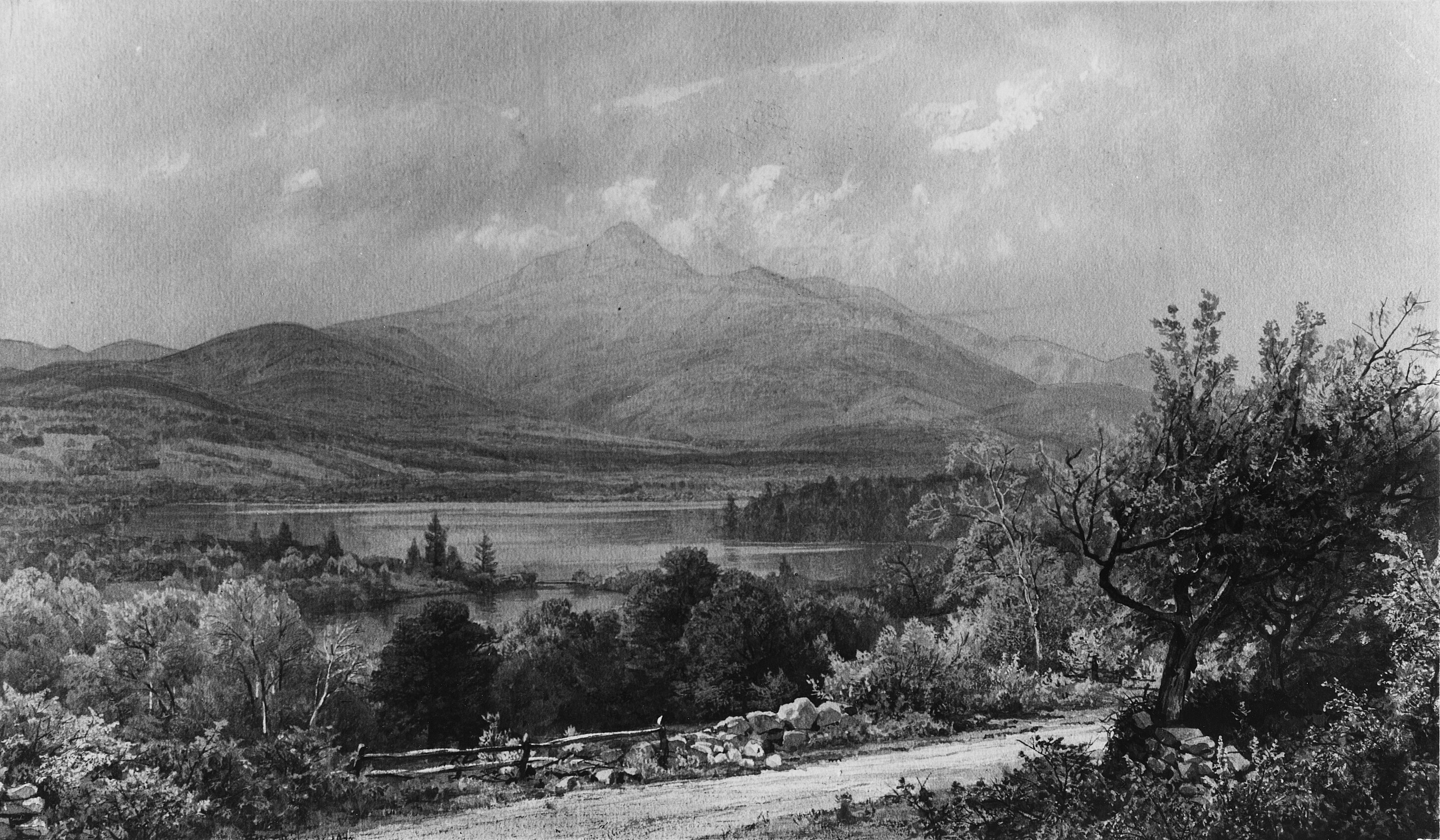
Mount Chocorua and Lake, 1873, Museu Metropolitan d'Art
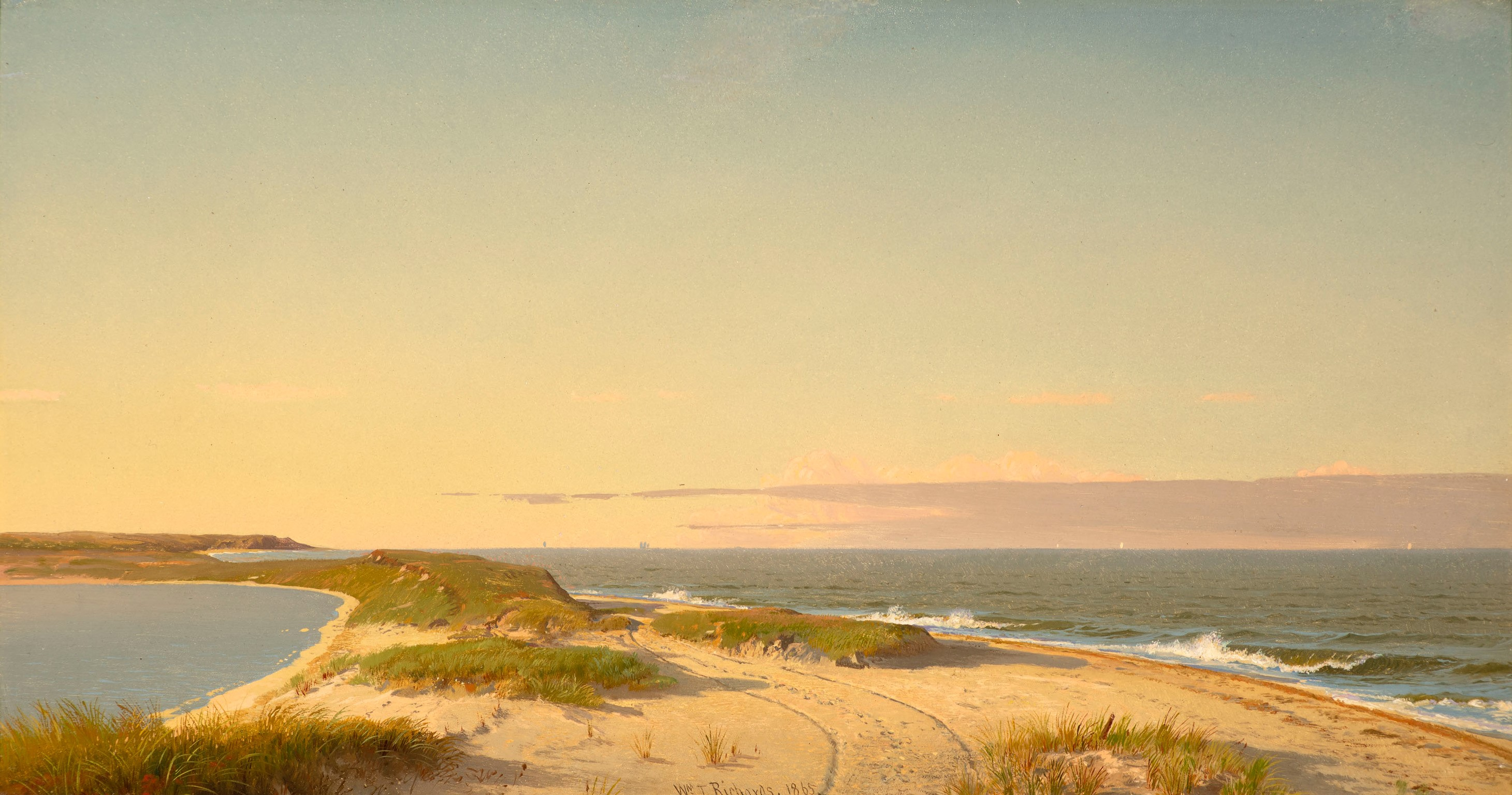
Nantucket Shore, 1865, Associació Històrica de Nantucket